# ديلان رايلي
ديلان رايلي (بالإنجليزية: Dylan Riley)‏ (17 نوفمبر 1986 بثاوزند أوكس في الولايات المتحدة - ) هو لاعب كرة قدم أمريكي في مركز الدفاع. لعب مع Stallion Laguna F.C. ‏ وWilmington Hammerheads FC ‏ وVentura County Fusion ‏.

## وصلات خارجية
- ديلان رايلي على موقع قاعدة بيانات كرة القدم.إي يو (الإنجليزية)